# Ska Trek
Ska Trek is een in 1990 opgerichte negenkoppige Duitse skaband uit Darmstadt.

## Bezetting
- 'Redi' John Kannankulam[2] (zang)
- Mimi Blümler[3] (zang)
- Olaf Heinrichsen[4] (keyboards)
- Marco de Padova / Elmar Wisotzki (gitaar)
- Stefan Reese (e-basgitaar)
- Lolo Blümler[5] (drums)
- Moritz Mainusch (trompet)
- Florian Schropp (saxofoon)
- Jan-Hinrich Brahms (trombone)

## Geschiedenis
De band speelt de traditionele Jamaicaanse ska van de jaren 1960: een mengeling uit ska, reggae, calypso en soul. Ska Trek bracht na hun debuutalbum enkele singles uit. Enkele songs zijn ook verkrijgbaar in meerdere compilaties. In 2000 verscheen het album Move Along op cd en vinyl. De band speelde als voorband in het programma van bekende ska-artiesten, waaronder Laurel Aitken, The Skatalites, Alton Ellis, Toots & the Maytals en Desmond Dekker.

## Discografie

### Singles en ep's
- 1991: Across the Skalaxy (zonder label)
- 1994: Ska Trek EP (zonder label)
- 1996: Jamboree / Pee Pee Cluck Cluck (Black Pearl)
- 2001: Drink Milk / Coffee & Milk Dub (Grover Records)

### Albums
- 2000: Move Along (Grover Records)